# Svjetski kup u hokeju na travi za žene 1994.
8. svjetski kup u športu hokeju na travi za žene se održao 1994. u Irskoj, u Dublinu.
Krovna organizacija za ovo natjecanje je bila Međunarodna federacija za hokej na travi.

## Sudionice
Sudjelovalo je dvanaest djevojčadi, pored domaćina Irske, i izabrane djevojčadi iz Australije, Nizozemske, Engleske, Argentine, Njemačke, Kine, SAD-a, Rusije, J. Koreje, Kanade i Španjolske.
Na ovom natjecanju svjetskog kupa su prvi put zaigrale djevojčadi ujedinjene Njemačke i samostalne Rusije.
Pet izabranih djevojčadi je sudjelovanje na ovom kupu izborilo na izlučnom turniru koji se odigrao godinu ranije u SAD-u, u Philadelphiji. Te djevojčadi su bile: Njemačka, Argentina, Kanada, Rusija i SAD.

## Konačna ljestvica
| Mj. | Djevojčad  |
| --- | ---------- |
| 1.  | Australija |
| 2.  | Argentina  |
| 3.  | SAD        |
| 4.  | Njemačka   |
| 5.  | J. Koreja  |
| 6.  | Nizozemska |
| 7.  | Kina       |
| 8.  | Španjolska |
| 9.  | Engleska   |
| 10. | Kanada     |
| 11. | Irska      |
| 12. | Rusija     |

| Svjetske prvakinje 1994. |
| ------------------------ |
| Australija Prvi naslov   |

## Vanjske poveznice
- (šp.) Saltahockey  Arhivirana inačica izvorne stranice od 27. srpnja 2009. (Wayback Machine) A 15 ańos de un subcampeonato historico